# Polifac Formel 3 Trophy
Le Polifac Formel 3 Trophy (Polifac Formula 3 Trophy, pour la traduction en anglais) s'est déroulé du 5 mai au 8 septembre 1974 et a été organisé par l'ADAC (Allgemeiner Deutscher Automobil-Club). Il s'agissait d'une compétition ouverte à tout pilote de Formule 3 détenant une licence internationale. Un classement séparé, réservé aux pilotes titulaires d'une licence de l'ONS (Oberste Nationale Sportkommission für den Automobilsport in Deutschland), s'appelait ADAC Preis der Formel 3 1974.
Le Polifac Formel 3 Trophy a été remporté par le pilote italien Giorgio Francia, au volant d'une March-Toyota, avec six victoires sur les neuf courses disputées.

## Courses de la saison 1974
| Date          | Lieu           | Vainqueur       | Nationalité | Voiture      | Écurie                          |
| 5 mai         | Neuiberg       | Giorgio Francia | Italie      | March-Toyota | Scuderia Mirabella Mille Miglia |
| 18 mai        | Nürburgring    | Dieter Kern     | Allemagne   | Alpine-Ford  | Team Europa Möbel               |
| 9 juin        | Wunstorf       | Giorgio Francia | Italie      | March-Toyota | Scuderia Mirabella Mille Miglia |
| 16 juin       | Nürburgring    | Giorgio Francia | Italie      | March-Toyota | Scuderia Mirabella Mille Miglia |
| 30 juin       | Avus           | Giorgio Francia | Italie      | March-Toyota | Scuderia Mirabella Mille Miglia |
| 14 juillet    | Hockenheimring | Giorgio Francia | Italie      | March-Toyota | Scuderia Mirabella Mille Miglia |
| 18 août       | Kassel-Calden  | Giorgio Francia | Italie      | March-Toyota | Scuderia Mirabella Mille Miglia |
| 1er septembre | Mainz-Finthen  | Hans Binder     | Autriche    | March-Ford   | Team Jörg Obermoser - Eurorace  |
| 8 septembre   | Nürburgring    | Conny Andersson | Suède       | March-Toyota | GeKås Kläder Racing             |

## Classement final
| Pos. | Pilote                    | Nationalité | Voiture                 | Points |
| 1    | Giorgio Francia           | Italie      | March-Toyota            | 10 700 |
| 2    | Hans Binder               | Autriche    | March-Ford              | 6 900  |
| 3    | Dieter Kern               | Allemagne   | Alpine-Ford             | 6 700  |
| 4    | Willi Deutsch             | Allemagne   | March-Ford              | 6 700  |
| 5    | Conny Andersson           | Suède       | March-Toyota            | 5 800  |
| 6    | Ernst Maring (pl)         | Allemagne   | Maco-Ford               | 4 500  |
| 7    | Ulf Svensson              | Suède       | Brabham-Ford            | 3 800  |
| 8    | Gunnar Nilsson            | Suède       | March-Toyota            | 3 700  |
| 9    | Heinz Lange               | Allemagne   | March-Toyota            | 3 500  |
| 10   | Hans Hargarten            | Allemagne   | Derichs-Ford            | 2 800  |
| 11   | Alceste Bodini            | Italie      | Tecno-Ford              | 3 700  |
| 12   | Alberto Colombo (en)      | Italie      | GRD-Ford                | 2 500  |
| 13   | Harald Ertl               | Autriche    | Rheinland-Toyota        | 2 300  |
| 14   | Rudolf Dötsch             | Allemagne   | March-Ford              | 2 100  |
| 15   | Josef Kremer              | Allemagne   | Royale-Ford             | 2 000  |
| 16   | Kurt Müller               | Suisse      | GRD-Ford                | 1 900  |
| 17   | Gaudenzio Manova          | Italie      | Brabham-Ford GRD-Toyota | 1 700  |
| 18   | Bernhard Brack            | Allemagne   | GRD-Ford                | 1 700  |
| 19   | Alex Ribeiro              | Brésil      | GRD-Ford                | 1 700  |
| 20   | Ingo Hopp                 | Allemagne   | GRD-Ford                | 1 600  |
| 21   | Manfred Leppke            | Allemagne   | March-Ford              | 1 500  |
| 22   | Arie Luyendyk             | Pays-Bas    | Ensign-Ford             | 1 500  |
| 23   | José Espirito Santo       | Portugal    | March-Ford              | 1 400  |
| 24   | Walter Neubauer           | Allemagne   | Tecno-Ford              | 1 200  |
| 25   | Ronny Hanson              | Suède       | March-Ford              | 1 100  |
| 26   | Bruno Prescia             | Italie      | March-Toyota            | 1 000  |
| 27   | Marcel Wettstein          | Suisse      | Martini-Ford            | 1 000  |
| 28   | Nicholas von Preussen     | Royaume-Uni | March-Ford              | 1 000  |
| 29   | Claes Sigurdsson          | Suède       | Brabham-Ford            | 900    |
| 30   | Ronny Wallin              | Suède       | Brabham-Ford            | 900    |
| 31   | Sandro Cinotti            | Italie      | March-Ford              | 900    |
| 32   | Steve Farnsworth          | États-Unis  | Elden-Ford              | 900    |
| 33   | Gunnar Nordström          | Suède       | GRD-Ford                | 900    |
| 34   | Günter Kölmel             | Allemagne   | Lotus-BMW March-BMW     | 800    |
| 35   | Alessandro Presenti-Rossi | Italie      | GRD-Ford                | 700    |
| 36   | Roberto Manzoni           | Italie      | Brabham-Ford            | 700    |
| 37   | Carlo Breidenstein        | Allemagne   | Lotus-Ford              | 700    |
| 38   | Loris Kessel              | Suisse      | Brabham-Ford            | 700    |
| 39   | Werner Fischer            | Allemagne   | March-Ford              | 600    |
| 40   | Bernd Heuer               | Allemagne   | Maco-Ford               | 600    |
| 41   | Georges Ansermoz          | Suisse      | March-Ford              | 600    |
| 42   | Erwin Derichs             | Allemagne   | March-Ford              | 600    |
| 43   | Franz Bauman              | Allemagne   | March-Toyota            | 600    |
| 44   | Ruedi Frei                | Suisse      | March-Ford              | 600    |
| 45   | Gernot Lamby              | Allemagne   | GRD-Ford                | 600    |
| 46   | Piergiovanni Tenani       | Italie      | March-Ford              | 500    |
| 47   | Håkan Alriksson           | Suède       | GRD-Ford                | 500    |
| 48   | Reinhard Pfändler         | Suisse      | Martini-Ford            | 500    |
| 49   | Lars Svensson             | Suède       | Brabham-Ford            | 400    |
| 49   | Luciano Pavesi            | Italie      | Brabham-Ford            | 400    |
| 50   | Bruno Eggel               | Suisse      | March-Ford              | 400    |
| 49   | Peter Dufdale             | Royaume-Uni | March-Ford              | 400    |